# Het mysterie Nooittevree
Het mysterie Nooittevree is een  stripverhaal uit de reeks van Jerom, uitgegeven door de Standaard Uitgeverij in 1986.

## Locaties
- Clubhuisje van Dolly, poppenhuis, tuin van Dolly

## Personages
- Jerom, Dolly, Astrotol, Boskop, Femke, tinnen soldaatjes, koningin, prins, Duimelijntje, knuffeldieren, Albertino, huismuis, veldmuis, Mijnderd Mol

## Het verhaal
Jerom maakt een vijver met een eilandje in de tuin van Dolly en Astrotol tovert een grote boom op het eilandje. De goudvisssen van de kinderen worden in het vijvertje geplaatst. 's Avonds spelen Boskop en Femke met het poppenhuis. Als ze slapen, komen de poppen tot leven. De koningin wil Duimelijntje ondervragen, want ze wil weten waar de prins is. Duimelijntje weigert en wordt opgesloten. De kinderen worden wakker van het gehuil van Duimelijntje en ook Jerom en Dolly komen kijken. De tinnen soldaatjes vallen aan en dan besluit Astrotol om zijn vrienden te verkleinen, zodat ze in het poppenhuis kunnen lopen. Een muis probeert hen tegen te houden, maar dit mislukt. Dolly komt bij een schoonheidssalon in het poppenhuis terecht en krijgt een make-over. Jerom herkent haar bijna niet meer door haar nieuwe uiterlijk. Duimelijntje vertelt dat het in het poppenhuis tegenwoordig Nooittevree is, doordat de boze koningin de macht heeft overgenomen. De vrienden horen dat de prins in de tuin is achtergebleven bij het spelen en ze gaan naar de tuin. 
Met behulp van de goudvissen weten de vrienden en Duimelijntje op het eilandje in de vijver te komen. Intussen waarschuwt de huismuis zijn neef de veldmuis en een mol, de koningin looft namelijk een beloning uit als de prins bij het poppenhuis wordt weggehouden. In de kolenmijn van de mol worden poppen en kabouters als slaaf gebruikt. Ook de poppen Suske en Wiske werken er. Jerom gaat de kolenmijn in en haalt de rpins. Hij maakt gaten in het plafond, waardoor het water van de vijver in de mijn stroomt. De prins en Duimelijntje en alle andere poppen gaan naar het poppenhuis en de koningin wordt gevangen genomen. Ze moet voortaan het poppenhuis schoonhouden. Duimelijntje en de prins gaan trouwen. Het poppenhuis heet tegenwoordig weer Weltevree. Tijdens het feest tovert Astrotol zijn vrienden weer naar de normale grootte en hij heeft pannekoeken gebakken. Femke geeft de poppen allemaal ook een stukje pannenkoek en de kinderen gaan weer slapen.